# Cymbidium erythrostylum
Cymbidium ensifolium је врста орхидеја из рода Cymbidium и породице Orchidaceae. Природно станиште је Вијетнам. Нису наведене подврсте у бази Catalogue of Life.
Ова врста је позната по имену Red Column Cymbidium на енглеском језику.